# Taipé Chinês nos Jogos Olímpicos de Verão de 2000
O Taipé Chinês participou dos Jogos Olímpicos de Verão de 2000 em Sydney, Austrália.